# Decussis
Der Decussis (lat. decem, dt. zehn) ist die moderne Bezeichnung für eine gegossene Bronzemünze, die während der Römischen Republik geprägt wurde. Diese Münze hat den Wert von zehn Assen. Der altertümliche Name dieser Münze ist nicht erhalten.
Der Decussis spielte wahrscheinlich nie eine Rolle in der römischen Münzpolitik und wurde bereits kurze Zeit nach der Herausgabe durch den Denar ersetzt. Er wurde vermutlich zeitgleich mit dem Quincussis etwa im Jahr 215 v. Chr. zum Ende des Aes grave eingeführt. Der Decussis ist das größte Nominal der römischen Schwergeldmünzen. Bisher wurde nur ein einziger Typ dieser Münze gefunden, der in Rom geprägt wurde. Auf dem Avers ist der Kopf der Göttin Roma abgebildet, dahinter steht das Wertzeichen X (die römische Bezeichnung für die Zahl zehn). Auf dem Revers findet sich eine nach links weisende Prora, über der das Wertzeichen steht.